# Firenze Rifredi
Firenze Rifredi (włoski: Stazione di Firenze Rifredi) – stacja kolejowa we Florencji, w regionie Toskania, we Włoszech. Znajduje się tu 6 peronów.
| Firenze Rifredi                     |  |                                                   |
| Linia Florencja - Viareggio         |  |                                                   |
| Firenze Castelloodległość: 2,606 km |  | Firenze Santa Maria Novella odległość: 2,766 km   |
| Linia Bolonia - Florencja           |  |                                                   |
| Firenze Castelloodległość: 2,606 km |  | Firenze Santa Maria Novella odległość: 2,766 km · |
| Linia Leopolda (2,767 km)           |  |                                                   |
| Firenze Santa Maria Novella         |  | Firenze Cascine odległość: 4,614 km               |